# Protapanteles majalis
Protapanteles majalis är en stekelart som först beskrevs av Wesmael 1837.  Protapanteles majalis ingår i släktet Protapanteles och familjen bracksteklar. Arten är reproducerande i Sverige. Inga underarter finns listade i Catalogue of Life.